# Altes Stadthaus (Bonn)
Das Alte Stadthaus in Bonn wurde von dem Münchener Architekten German Bestelmeyer 1922 geplant. Der Bau am Bottlerplatz war als Verwaltungsgebäude für die französische Besatzungsmacht vorgesehen, die in Folge des Ersten Weltkrieges das Rheinland besetzt hatte. 1924–1925 wurde der Bau als Stadthaus für die Stadt Bonn vollendet. Heute dient das Gebäude als Stadtbücherei  (Stadtbibliothek Bonn) und städtisches Verwaltungsgebäude. Im Sommer 2006 geäußerte Pläne der Oberbürgermeisterin und der SPD, das Stadthaus zu verkaufen, um dort eine Verkaufsfläche zu schaffen, wurden nicht realisiert. Ende Oktober 2006 entstand eine Bürgerinitiative, die sich für den Erhalt des denkmalgeschützten Baus als städtisches Eigentum und als „Haus der Bildung“ einsetzte. Im Januar 2007 beschloss der Rat der Stadt mit großer Mehrheit, das Gebäude umzubauen und zu renovieren und nicht zu verkaufen. Der Umbau zum Haus der Bildung mitsamt Erweiterungsbau wurde im Sommer 2015 fertiggestellt, die Eröffnung erfolgte am 21. August.

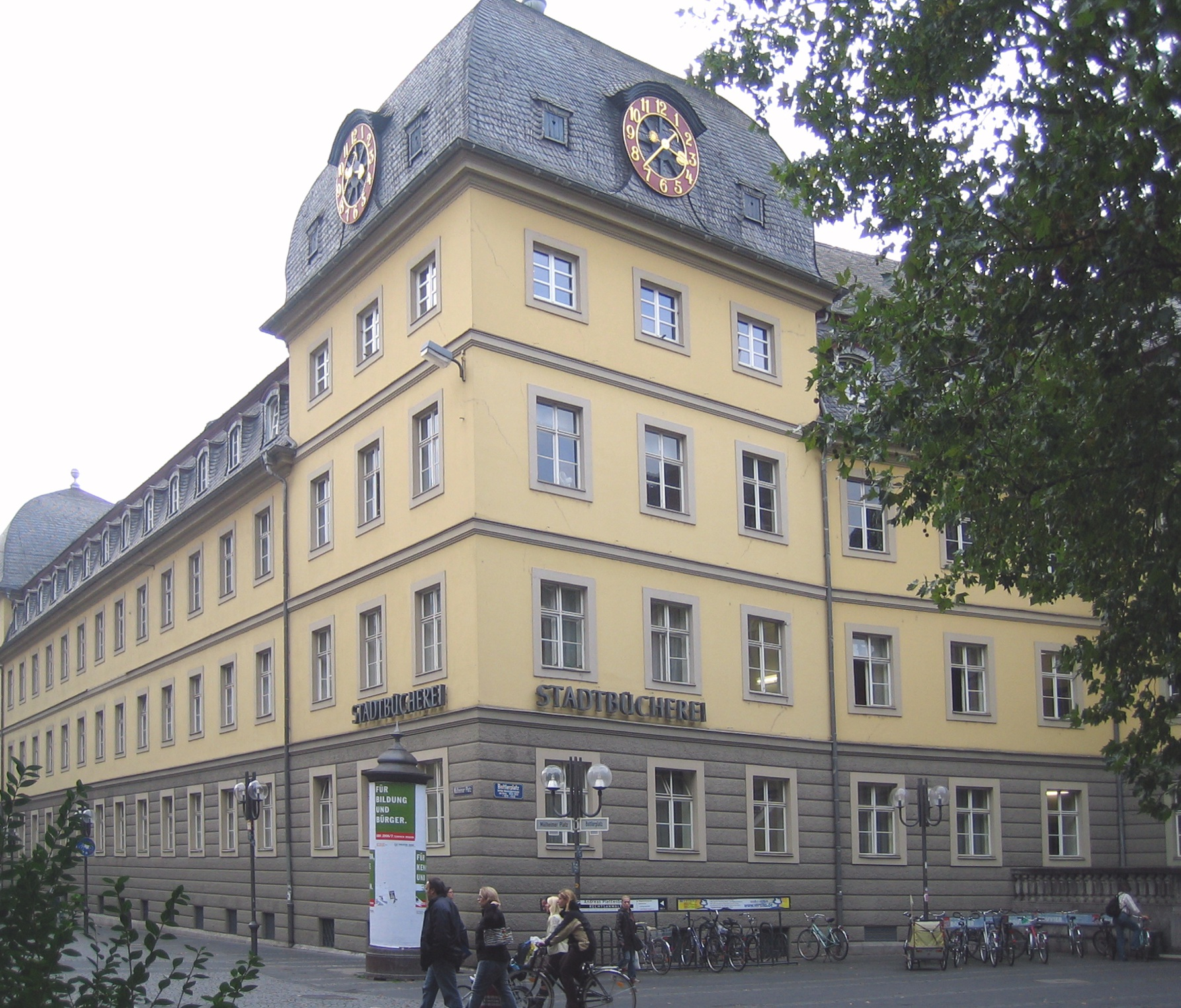
Altes Stadthaus (2006)

## Lage

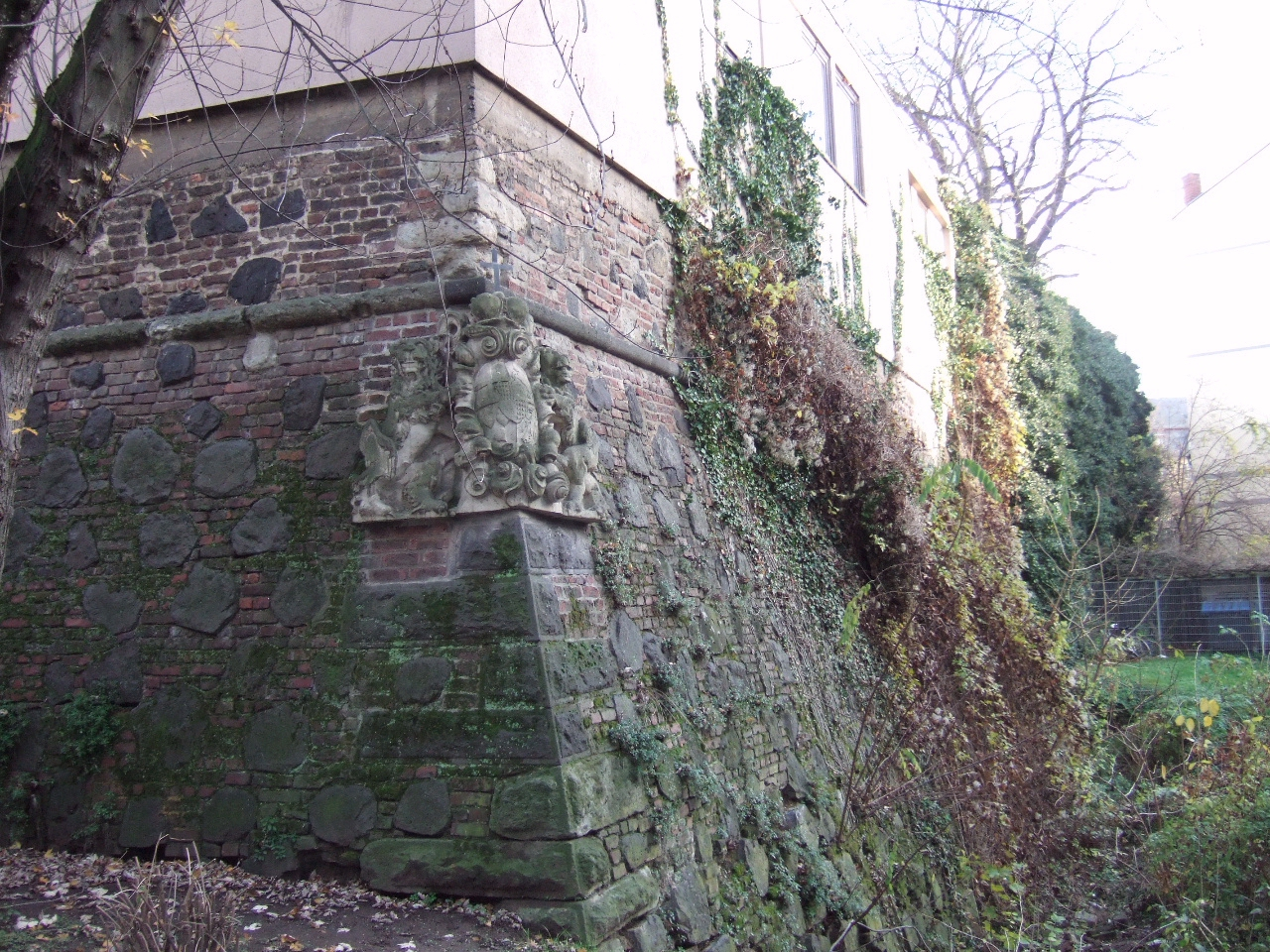
Bastion „Heinrich“ der Stadtbefestigung, auf der das Alte Stadthaus errichtet wurde

Der Architekt plante mit dem Alten Stadthaus einen repräsentativen Zugang zur Stadt vom Norden her. Das Gebäude wurde auf einer erhaltenen Bastion der barocken Stadtbefestigung errichtet – gegenüber der Universität, der ehemaligen Kurfürstlichen Residenz, auf der nicht mehr sichtbaren Südbastion. „Dem ehemaligen Kurfürstlichen Schloss als damaligem Verwaltungssitz des Kurstaates setzte er das Stadthaus als selbstbewusstes Zeichen der Stadt […] entgegen. […]“
Ein geschwungener Trakt gibt der südlichen Budapester Straße städtebauliche Kontur und definiert rückwärtig die erhaltene Bastion der barocken Befestigung heute als gartenähnliche Freifläche. Dieser Bereich ist neben dem Alten Zoll einer der wenigen Bereiche der Befestigungsanlage, der für jeden zugänglich ist. In den 1980er Jahren wurde dort mit öffentlichen Mitteln ein neuer Zugang vom Florentiusgraben geschaffen, der Innenhof gärtnerisch gestaltet und eine Baumreihe gepflanzt. Ende der 1990er Jahre ist ein Teil dieser kleinen Parkanlage zu einem Spielplatz umgestaltet worden.

## Architektur

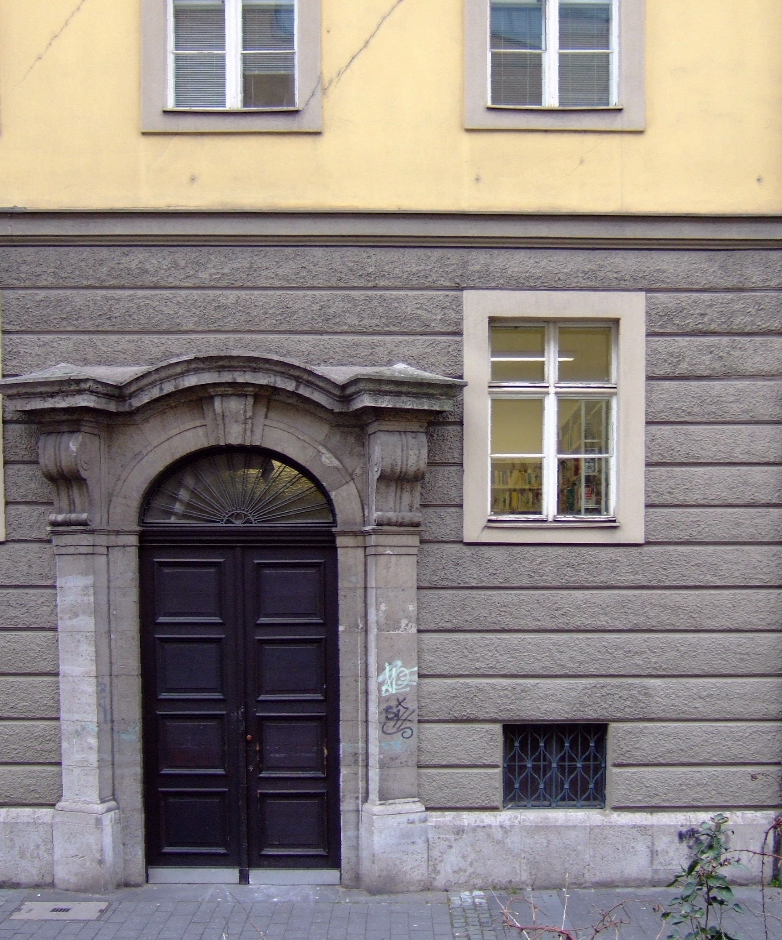
Fassadengestaltung

Bestelmeyers Bau sollte Keimzelle einer künftigen Entwicklung des Bonner Zentrums werden, fand jedoch lediglich 1937 im Bau der Steuerkasse (Ecke Mülheimer Platz/Münsterstraße; später „Siemens-Haus“)  Fortsetzung. „Der dem „Heimatschutz“-Gedanken verpflichtete Bau lehnt sich in Maßstab und architektonischer Haltung an die kurfürstlichen Residenzbauten an. Zugleich beachtet seine schlichte, einem barocken Marstallgebäude entsprechende Architektursprache das „decorum“ der Bauaufgaben.“
Der Bau ist um zwei rechteckige Binnenhöfe gruppiert. Die Front des mansardgedeckten Hauptbaus am Mülheimer Platz rahmen viergeschossige Ecktürme mit Glockendächern ein. Ein zurückgesetzter Bauteil fasst mit dem Haupteingang die Südwestecke des Bottlerplatzes und überbrückt mit zwei flachen Bögen die Budapester Straße.
Die Fassade des alten Stadthauses wird durch flache Streifenrustika im Erdgeschoss, Stockgesimsen, hochrechteckigen Fenstern und Portalgewänden gegliedert.
Nach dem Neubau des neuen Stadthauses wurde die erhöhte Erdgeschosszone des Mühlheimer-Platz-Flügels für die Stadtbibliothek umgebaut. Im Zuge dieses Umbaus wurden die beiden offenen Innenhöfe mit einer Lichtdecke geschlossen und in weiten Bereichen die geschlossenen Wandflächen durch eine Stützenkonstruktion ersetzt. Die übrigen Geschosse, die Treppenhäuser und Eingangsbereiche blieben in einem baulich unveränderten Zustand. Die neue – zuvor in der ehemaligen Freischule/Wilhelmschule in der Wilhelmstraße beheimatete – Zentralbibliothek im Alten Stadthaus wurde am 4. Oktober 1980 eröffnet.
Der östliche Flügel des Gebäudes wurde beim Bau eines Kaufhauses (C&A) abgerissen.

## Geschichte

### Nach dem Zweiten Weltkrieg

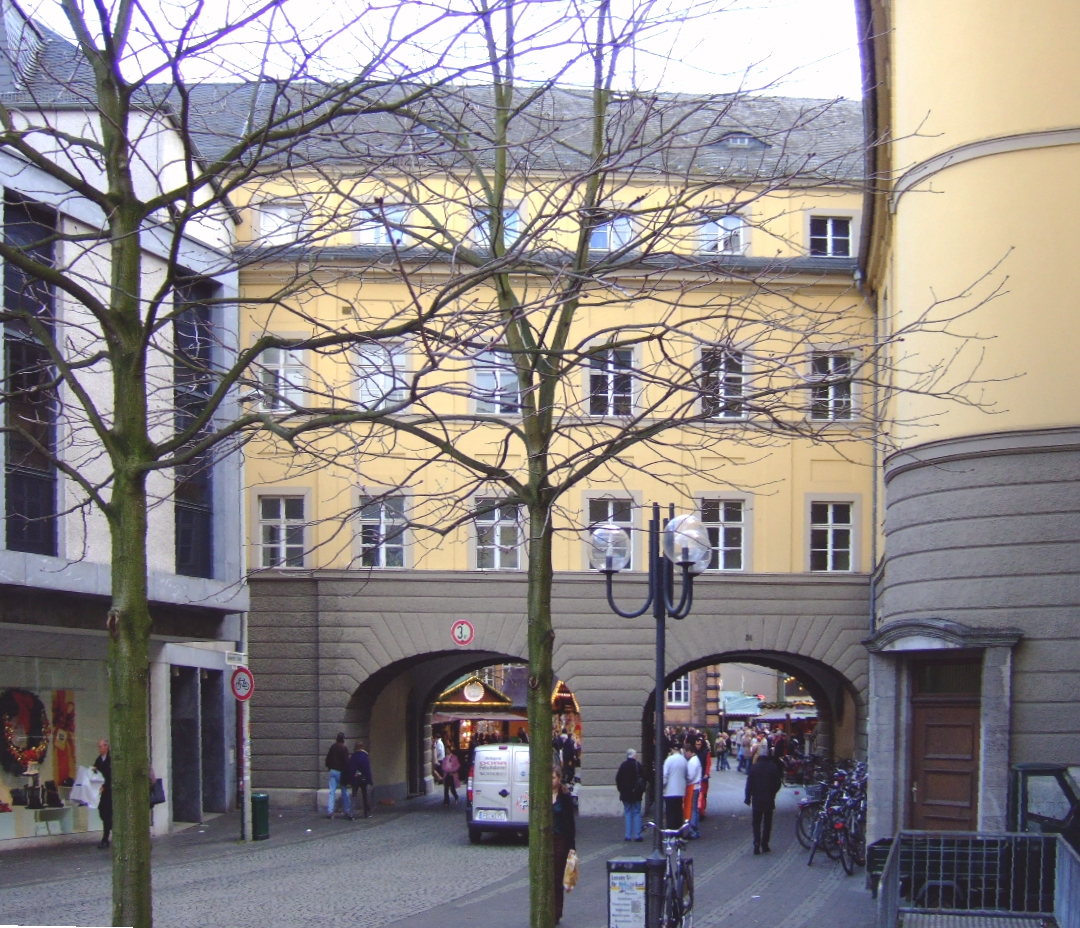
Durchgang Budapester Straße–Bottlerplatz

Nach der Bestimmung Bonns zum Regierungssitz der Bundesrepublik Deutschland 1949 war das Stadthaus – vor allem der heute abgerissene Teil („Siemens-Haus“) – übergangsweises Quartier für Teile einiger Bundesministerien, insbesondere nachdem die Stadtverwaltung Teile des Gebäudes im Sommer 1950 zugunsten des wiederaufgebauten Alten Rathauses räumen konnte. Dazu gehörten das Bundesministerium für Angelegenheiten des Marshallplanes (zehn Räume ab November 1949), das Bundesministerium für das Post- und Fernmeldewesen (ab Sommer 1950) sowie ab 1949 das Bundesministerium für gesamtdeutsche Fragen (400 m² bis Sommer 1950, später 1005 m²), das im alten Stadthaus noch bis 1957 untergebracht war. Diese Bereitstellung eines Teils des eigenen Verwaltungsgebäudes durch die Stadt galt als ein Kernstück des seinerzeitigen Unterbringungsplans zum Aufbau der Bundesinstitutionen im Raum Bonn.

### Verkaufspläne
Im Sommer 2006 gaben die Oberbürgermeisterin und der Sprecher der SPD-Fraktion Pläne bekannt, das alte Stadthaus zu verkaufen. Die dort untergebrachte Stadtbibliothek sollte entsprechend diesen Plänen gemeinsam mit der Volkshochschule und dem Stadtmuseum in ein neu zu bauendes Gebäude in der Nähe des Bahnhofs – in der Quantiusstraße – untergebracht werden. Das Gebäude am Bottlerplatz hätte dann als Verkaufsfläche genutzt werden können.

### „Haus der Bildung“
Unmittelbar nach der Bekanntgabe der Verkaufspläne im Sommer 2006 begann eine heftige öffentliche Debatte. Die Grünen, zu diesem Zeitpunkt noch zusammen mit der SPD in einer Koalition, lehnten die Pläne umgehend ab. Die CDU veranstaltete im Oktober 2006 ein Hearing und Bonner Prominente meldeten sich zu Wort. Die Leiterin des Frauenmuseums, Marianne Pitzen, warf den Initiatoren Ausverkauf öffentlicher Immobilien und Geringschätzung des Stellenwerts der Kultur in Bonn vor. Der Fotograf Hans Schafgans wies darauf hin, „dass der Bottlerplatz eine städtebauliche Einheit mit dem Hauptgebäude der Universität, dem historischen Bonner Rathaus, dem Münsterplatz mit Beethovendenkmal, und vielen anderen geistig-historischen Orten bildet, also dort in die bildungsbürgerliche Tradition der Stadt baulich bestens integriert wäre.“ Ein „Haus der Bildung“ passe trefflich dorthin.

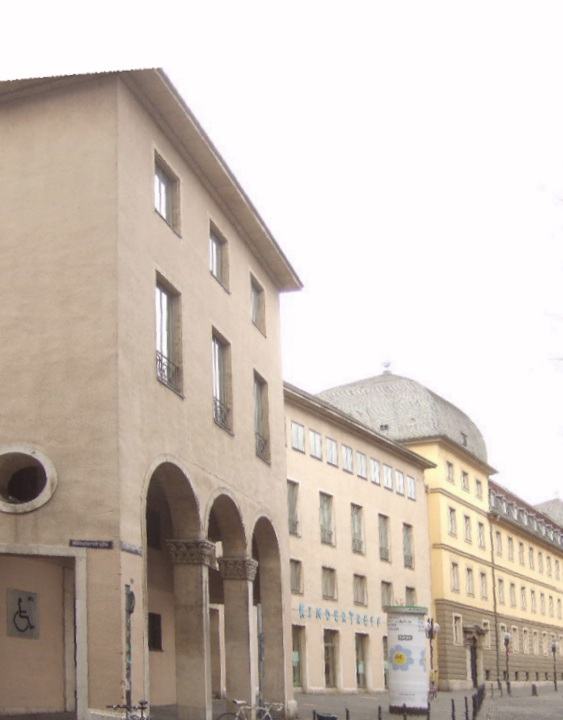
„Siemens-Haus“ (2010)

Zustimmung erhielten die Verkaufspläne von der FDP und dem Bonner Einzelhandelsverband. Auch aus anderen Parteien wurde deutlich, dass eine Nutzung des alten Stadthauses für den Einzelhandel zu prüfen sei. Die SPD-Fraktion unterstützte dabei die Forderungen des Einzelhandelsverbandes und der „city-marketing e. V.“ Bonn. Zustimmung kam auch von Seiten der IHK Bonn. Vertreter der Volkshochschule und der Stadtbücherei bekräftigten ihre Position, dass das alte Stadthaus für die erforderlichen Pläne so nicht ausreichend sei.
Ende Oktober 2006 gründete sich eine Bürgerinitiative für ein „Haus der Bildung“ am Bottlerplatz. Ihre wichtigsten Forderungen sind die Beendigung aller Planungen, ein „Haus der Bildung“ an der Quantiustraße unterzubringen, der Verbleib der Stadtbücherei am bisherigen Standort in der Fußgängerzone am Bottlerplatz und „die funktionsgerechte und denkmalwürdige Sanierung des Alten Stadthauses“.
Die Bürgerinitiative, für die es nicht nachvollziehbar ist, „warum die Rechnung des Investors für die Stadt, ein günstigeres Ergebnis haben soll als die Nutzung eines eigenen, selbst renovierten Gebäudes‘“, kündigte ein Bürgerbegehren für den Erhalt und die Nutzung des alten Stadthauses als Bibliothek an. Dieses würde in Angriff genommen, wenn der Stadtrat in seiner Sitzung am 14. Dezember 2006 die Pläne für ein „Haus der Bildung“ an der Quantiusstraße nicht ablehnt. Eine Entscheidung traf der Stadtrat im Dezember nicht, die Entscheidung wurde auf die nächste Sitzung vertagt.

### Stellungnahme der Verwaltung
In seiner Sitzung am 23. November 2006 hatte der Planungsausschuss die Verwaltung mit der Prüfung beauftragt, wie das Alte Stadthaus unter Berücksichtigung des Denkmalschutzes für ein großflächiges Einzelhandelskonzept genutzt werden kann.
Ende Dezember 2006 legte die Verwaltung eine Stellungnahme vor, in der sie mitteilte, dass aus Sicht der Denkmalpflege sich für eine Umnutzung diejenigen Innenraumbereiche anbieten, „die in der Vergangenheit bereits durch Eingriffe in die historische Bausubstanz verändert worden sind. Zur Schaffung einer größeren zusammenhängenden Fläche wäre es daher möglich, den Bereich, der heute von der Stadtbibliothek belegt wird, für eine neue Nutzung heranzuziehen. Ein Absenken des Fußbodens auf Straßenniveau wäre denkbar, da diese Absenkung ohne bauliche Eingriffe in den Bereich des Haupteingangs inklusive des sich anschließenden Treppenhauses und den Bereich des Nebentreppenhauses möglich ist.“ Im Rahmen einer solchen Umbaumaßnahme könnte im Erdgeschoss eine zusammenhängende Fläche von ca. 1600 m² geschaffen werden.

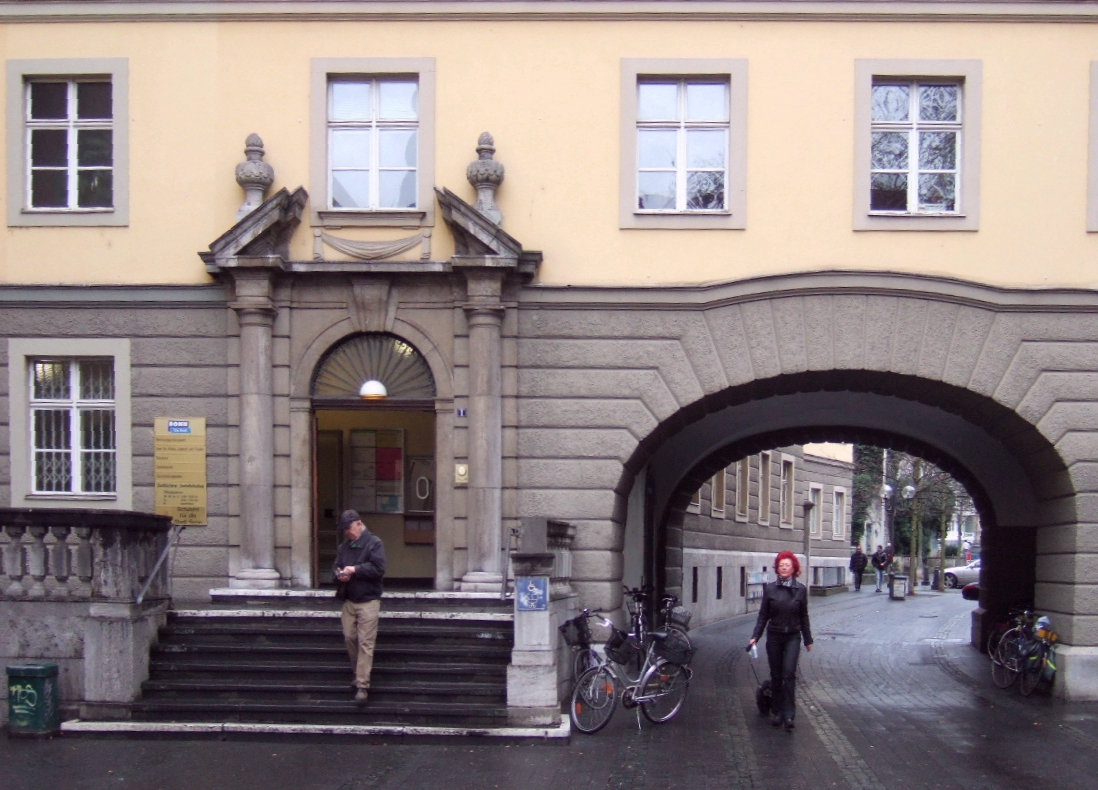
Haupteingang

„Das Absenken des Fußbodens muss jedoch“, so die Verwaltung weiter, „ohne gestalterische Auswirkung auf den Fassadenbereich bleiben. Eine Vergrößerung der Fenster oder einem Absenken der Brüstungen kann aus Sicht der Denkmalbehörde nicht zugestimmt werden, da hierdurch ein grundlegendes Gestaltungsprinzip des Gebäudes durchbrochen würde. Die markante Wirkung des Stadthauses beruht auf der gleichförmigen Reihung der Fenster, die geschossweise durch Gesimse zusammengefasst werden. Diese horizontale Gliederung wird im Sockelgeschoss durch die rustizierte Bandquaderung aufgenommen und nochmals verstärkt. Diese geschlossene, blockhafte Gestaltung des Sockelgeschosses ist typisch für die Verwaltungsbauten der 1920er Jahre.“
Ein zusätzlicher Eingang für eine neue Nutzung müsse sich in die Struktur des Sockelgeschosses einfügen und sowohl von der Größe als auch von der Gestaltung zurückhaltend ausgeführt werden.
Was einen möglichen Anbau angeht, heißt es in der Verwaltungsvorlage weiter: „Das Alte Stadthaus wurde als freistehendes Gebäude konzipiert, dessen Fassadengestaltung sich einheitlich um den ganzen Baukörper herumzieht. Ein direktes, übergangsloses Anbauen ist nicht denkbar. Falls für eine neue Nutzung ein Anbau notwendig werden sollte, muss er als eigenständiges Gebäude mit dem Altbau korrespondieren. Eine Verbindung der beiden Baukörper kann evtl. durch ein Bindeglied erfolgen.“

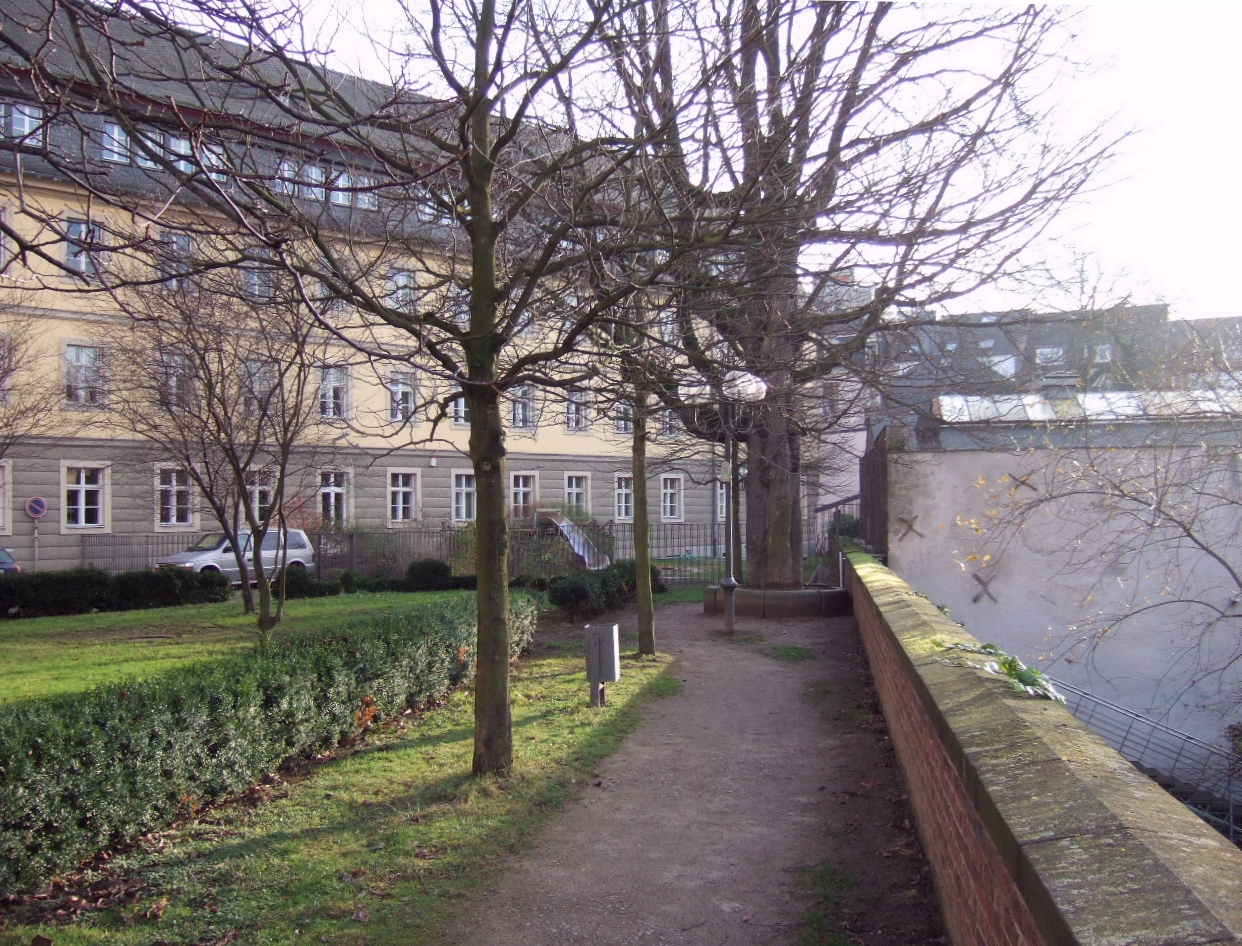
Rückseite des Stadthauses – „der heutige Innenhofbereich“ – rechts die „Bastionsmauer“

Als Standort für einen solchen Anbau kam aus Sicht der Denkmalbehörde der Bereich zwischen dem Stadthaus und dem benachbarten Bunker an der Budapester Straße oder der heutige Innenhofbereich infrage. Um die Dominanz des Stadthauses nicht zu beeinträchtigen, dürfe der Anbau im Innenhof jedoch nicht über das Erdgeschoss hinausragen. Falls ein solcher Anbau errichtet werden sollte, könnte von dort auch der abgesenkte Erdgeschossbereich des Flügels in Richtung Bunker erschlossen werden.
Falls man dem Gedanken an einen Anbau in diesem Bereich näher treten wolle, sei es, so die Verwaltung, „notwendig mit dem neuen Baukörper mindestens 5 Meter von der Bastionsmauer abzurücken“. Ein Anbau oder Erweiterungsbau zwischen Stadthaus und Bunker könnte aus Sicht der Denkmalbehörde die Traufhöhe des Alten Stadthauses aufnehmen. Ein Anbau an dieser Stelle würde eine Entwurfsidee des Architekten aufnehmen, die hier die Verlängerung des Gebäudes bis zur Brücke über den Florentiusgraben vorsah.
Die Möglichkeit, in die noch weitgehend original erhaltenen Obergeschosse des Gebäudes einzugreifen und hier Flächen für eine großflächige Nutzung zur Verfügung zu stellen, wurde von Seiten der Denkmalbehörde nicht gesehen.

## „Haus der Bildung“ im Alten Stadthaus
Am 21. Januar 2007 gaben die Ratsfraktionen von SPD und CDU bekannt, dass auch sie sich darauf geeinigt haben, das „Haus der Bildung“ im Alten Stadthaus unterzubringen. Da der anvisierte Flächenbedarf für ein modernes „Haus der Bildung“ im jetzigen alten Stadthaus nicht zu realisieren war, sollten Erweiterungsbauten in Richtung des Windeckbunkers errichtet werden. Am 31. Januar 2007 beschloss der Rat der Stadt mit den Stimmen von Grünen, Bürgerbund, CDU und SPD die Einrichtung eines „Hauses der Bildung“ im Alten Stadthaus. Die Kosten des dazu nötigen Umbaus und der Renovierung sollten mehr als 20 Mio. Euro betragen.
Bei einem Architektenwettbewerb, der im Oktober 2008 abgeschlossen wurde, gab es 15 ausgewählte Entwürfe. Die Planungen des Berliner Architekturbüros Alexander Koblitz wurden auf Platz eins gesetzt. Der für die Realisierung dieses Planes nötige Abriss des „Siemens-Hauses“ erfolgte Ende 2010. An Stelle des „Siemens-Hauses“ an der Ecke Münsterstraße und Mülheimer Platz entstand (Grundsteinlegung war am 29. April 2013) ein Neubau, der als Eingangsbereich für das Haus der Bildung vorgesehen ist.

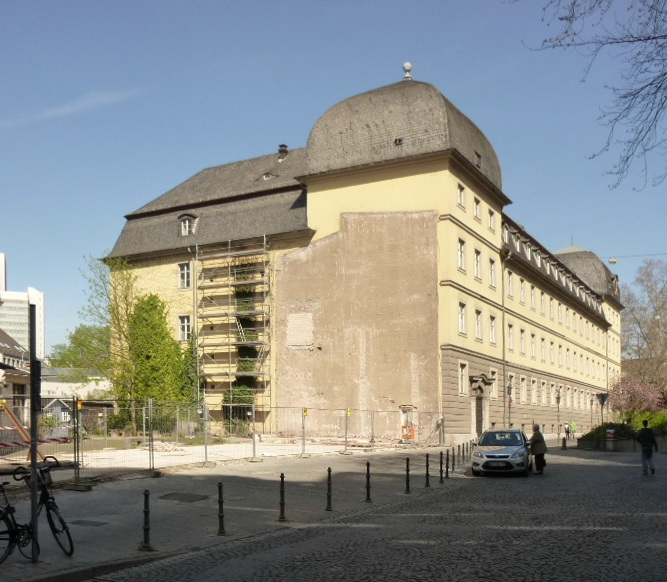
Altes Stadthaus nach dem Abriss des „Siemens-Hauses“; im Hintergrund (links): das neue Stadthaus
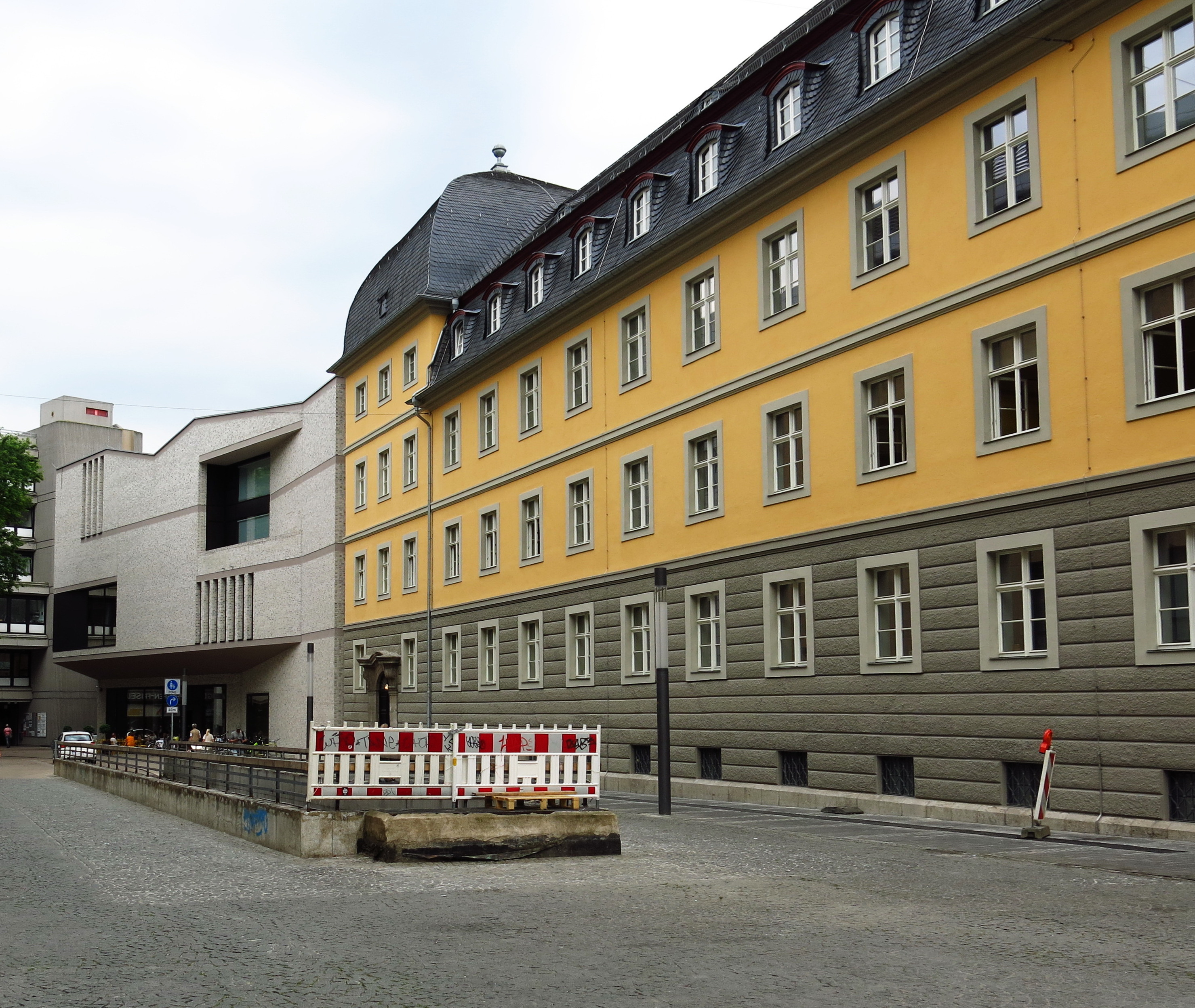
Altes Stadthaus nach dem Umbau zum Haus der Bildung, dahinter das neue Eingangsgebäude